# Hertener Löwen
Die Hertener Löwen sind ein Basketball-Verein aus Herten.
Der Verein wurde 1998 als Nachfolgeverein des ehemaligen Bundesligisten TuS Herten (später: Ruhr Devils) gegründet, der unter Hubert Beck (ehemaliger Trainer und Spieler der Basketballer von Schalke 04) zur Nummer eins im Revier wurde. Als reiner Basketballverein soll sowohl der Breiten- als auch der Spitzensport in den Bereichen Herren-, Damen- und Jugendbasketball gefördert werden.
Spielort der 1. Herrenmannschaft ist die Sporthalle der Rosa-Parks-Gesamtschule Herten an der Fritz-Erler-Str. 2, die über 1.200 Plätze verfügt (600 Sitz- und 600 Stehplätze). Der 2. Spielort (u. a. für die Jugendmannschaften) ist die Ludgerushalle Herten an der Feldstraße 51, die über ca. 600 Plätze verfügt.

## Saisonergebnisse
- 1998: Vereinsgründung, 1. Herren in der Oberliga
- 2000: Aufstieg in die 2. Regionalliga
- 2001: Aufstieg in die 1. Regionalliga
- 2005: Aufstieg in die 2. Bundesliga Nord, Regionalliga-Meister
- 2006: 5. Platz in der 2. Bundesliga Nord
- 2006/07: Trotz finanzieller Engpässe erneute Teilnahme in der 2. Bundesliga Nord (12. Platz)
- 2007/08: 2. Basketball-Bundesliga ProB (6. Platz)
- 2008/09: 2. Basketball-Bundesliga ProB (3. Platz)
- 2009/10: 2. Basketball-Bundesliga ProB (2. Platz)
- 2010/11: 2. Basketball-Bundesliga ProB (2. Platz in der Hauptrunde der Spielgruppe Nord, in der Endrunde im Viertelfinale gegen den Nürnberger BC ausgeschieden)
- 2011/12: 2. Basketball-Bundesliga ProB (2. Platz in der Hauptrunde der Spielgruppe Nord, in der Endrunde im Halbfinale gegen die BiG Rockets Gotha ausgeschieden.)
- 2012/13: 2. Basketball-Bundesliga ProB (3. Platz in der Hauptrunde der Spielgruppe Nord, in der Endrunde im Viertelfinale gegen den TV Langen ausgeschieden.)
- 2013/14: 2. Basketball-Bundesliga ProB (10. Platz in der Hauptrunde der Spielgruppe Nord, Klassenerhalt über die Abstiegsrunde der ProB)
- 2014/15: 2. Basketball-Bundesliga ProB (11. Platz in der Hauptrunde der Spielgruppe Nord, Klassenerhalt über die Abstiegsrunde der ProB)
- 2015/16: 2. Basketball-Bundesliga ProB (11. Platz in der Hauptrunde der Spielgruppe Nord, Abstieg in die 1. Regionalliga West)
- 2016/17: 1. Regionalliga West (9. Platz)
- 2017/18: 1. Regionalliga West (3. Platz)
- 2018/19: 1. Regionalliga West (2. Platz)
- 2019/20: 1. Regionalliga West (9. Platz)
- 2020/21: 1. Regionalliga West (Saison aufgrund der Covid-19-Pandemie abgebrochen)[1]
- 2021/22: 1. Regionalliga West (11. Platz)
- 2022/23: 1. Regionalliga West (12. Platz)
- 2023/24: 1. Regionalliga West (4. Platz)
- 2024/25: 1. Regionalliga West (1. Platz)

## Geschichte
Nach der Gründung der Hertener Löwen bauten Gerd Kusau und Jürgen Schepp den männlichen, Martin Karbe und Wolfgang Konarski den weiblichen Bereich auf. Der Herrenmannschaft gelang dank der Mithilfe der US-amerikanischen Spieler John Kromer und Andre Lewis der Aufstieg von der Oberliga in die 2. Regionalliga. Die Hertener Damen spielten ab 2000 in der 2. Bundesliga. 2002 trat Kusau das Traineramt bei den Löwen-Herren ab, sein Nachfolger wurde Igor Krizanovic, der 29-jährig von Bayer Uerdingen nach Herten wechselte. Es gelang 2005 der Gewinn der Meisterschaft in der 1. Regionalliga West und damit der Aufstieg in die 2. Basketball-Bundesliga.
Die Mannschaft, die in der Saison 2005/2006 einen fünften Platz erreichte, veränderte sich gravierend. Viele Stammspieler waren nicht mehr zu halten. Mit Patrick Flomo (Telekom Baskets Bonn), Sebastian Schröter (Phoenix Hagen), Joe Tesfaldet (Mitteldeutscher Basketball Club) und Terren Harbut verloren die Löwen gleich vier Spieler aus der Startformation. Ebenfalls nicht mehr dabei waren die Talente Kevin Lehmann und Tobias Schiebold. Neuzugänge waren die beiden US-Amerikaner Kevin Netter (Ohio Aviators) und Ed Williams (Düsseldorf Magics) sowie die Nachwuchstalente Jasper Knoch (EWE Baskets Oldenburg), Maximilian Rowoldt (ETB SW Essen) und Nino Janoschek (BG Dorsten). Im selben Jahr wurde die U14 der Löwen westdeutscher Meister.
Am 13. August 2006 trennte sich der Verein zudem von Marko Radulovic. Obwohl der Guard bereits einen Vertrag bei Herten unterzeichnet hatte, drängte er auf die Auflösung. Grund dafür war ein unerwartetes Angebot aus Kaiserslautern. Nur wenige Tage später wurde mit Gilad Hirsch ein neuer Guard verpflichtet. Nach Differenzen zwischen Hirsch und der Mannschaft wurde der Vertrag des Israeli jedoch zum 15. Dezember 2006 aufgelöst. Er hat zum Rückrundenbeginn einen neuen Vertrag bei den Dragons Rhöndorf unterzeichnet. Der Verein trennte sich nur wenige Tage später ebenfalls von Kevin Netter. Um diese Löcher zu stopfen, wurden in der Winterpause der erfahrene Aufbauspieler Sova Taletovic (Dimplex Falke Nürnberg) und der Center Jan-Christian Both (BG 74 Göttingen) verpflichtet.
Zum Ende der Saison 2006/07 gab es bei den Löwen einen großen Umbruch. Trainer Krizanovic ging. Der amtierende Vorstand kandidierte nicht erneut, und so wurde ein neuer Vorstand um Präsident Ludger Triffterer gefunden. Aus dem Kader der Vorsaison blieben lediglich Christian Bruns (später Citybasket Recklinghausen) und Jan-Christian Both übrig, die Löwen-Fans mussten sich also an zahlreiche neue Gesichter gewöhnen. Neuer Trainer wurde der Finne Anton Mirolybov. Der neuformierte Kader zeigte, dass er genau so erfolgreich wie die letzten Jahre spielen konnte. Anfang Februar 2008 traf ein Schock nicht nur Vorstand und Mannschaft, sondern auch Fans und Freunde des Basketballsports. Die beiden Löwen Kasey Ulin und Chris Bond wurden positiv auf Kokain getestet, was für den Vorstand ein Grund war, die beiden fristlos zu entlassen. Beide wurden danach zwei Jahre weltweit gesperrt. Als Neuzugang stellten die Löwen jedoch nur ein paar Tage später den Spieler des Jahres in Dänemark, den US-Amerikaner Dustin Pfeifer, vor. Am Ende der Saison 2007/2008 konnten die Löwen trotz der turbulenten Saison den sechsten Tabellenplatz für sich beanspruchen.
Die Veränderungen im Kader vor der Saison 2008/2009 waren weniger gravierend als in der vorhergehenden Saison. Allerdings verließen mit Thomas Dreesen, Dustin Pfeifer und Torvoris Baker drei Stammspieler den Verein. Pfeifer hatte bereits einen Vertrag in Herten unterschrieben, löste ihn jedoch zugunsten der Chemnitz Niners wieder auf. Auch Torvoris Baker wechselte zu diesem Verein, Thomas Dreesen spielte in der Saison 2008/2009 beim ProA-Ligisten Phoenix Hagen. Alexander Rosenthal unterzeichnete zunächst einen Vertrag beim Regionalligisten Lok Bernau, löste diesen aber vor Saisonbeginn wieder auf und kehrte zu den Hertener Löwen zurück. Philipp Stachula, Dario Fiorentino, Tim Schulze-Buxloh und Franjo Lukenda hatten bereits vor Ende der Saison 2007/2008 ihr Engagement verlängert. Schulze-Buxloh musste aber wegen einer Verletzung ein Jahr auf das Basketballspielen verzichten, so dass er für diese Saison trotzdem nicht zur Verfügung stand. Jasper Knoch, der nach einjähriger Pause wieder das Trikot der Löwen trug, und Joleik Schaffrath, Raphael Bals, Oliver Hahn, André Spalke sowie die US-Amerikaner Gary Johnson und Kendall Chones komplettierten den Kader, in den auch noch die Jugendspieler Kevin Nolte und Christoph Schmüdderich aufgenommen wurden. Im Vorstand traten keine Veränderungen ein, da Vizepräsident Jürgen Philipp und Sportmanager Dirk Ewald auf der Mitgliederversammlung im April 2008 wiedergewählt wurden (über die Besetzung der anderen Vorstandsämter wurde erst im Frühjahr 2009 erneut abgestimmt). Die Saison 2009/2010 war eine Zäsur für die Hertener Mannschaft: Drei Leistungsträger (Gary Johnson, Kendall Chones und Dario Florentino) verließen die Ruhrgebietsbasketballer.
In der Saison 2010/2011 startete der Hertener Club wieder in der ProB, da trotz der sportlichen Qualifikation für die höherklassige ProA, die für die Teilnahme an dieser Spielklasse notwendige Lizenz durch den zuständigen Ausschuss der Liga verweigert wurde. Zur Saison 2010/2011 war die Struktur der 2. Basketball-Bundesliga abermals verändert worden. Die 2. Liga ProB wurde in eine Nord- und in einer Südgruppe geteilt, die zunächst im „normalen“ Liga-Betrieb mit Hin- und Rückrunde die Platzierung der zwölf teilnehmenden Mannschaften ermittelt. Die Hertener Löwen wurden in die Nord-Staffel eingeteilt und belegten zum Ende der Hauptrunde in dieser Spielgruppe den zweiten Platz. An die Hauptrunde schloss sich nach der neuen Liga-Struktur die Endrunde an, in der die besten acht Mannschaften aus Nord und Süd im K.O.-System Meisterschaft und Aufstieg ausspielen („Play-offs“), während die verbleibenden vier Mannschaften aus jeder Staffel im K.O.-System gegen den Abstieg spielten („Play-downs“). Die Hertener hatten sich folglich für die Play-offs qualifiziert. Das Achtelfinale gegen den TSV Tröster Breitengüßbach gewannen die Löwen, allerdings schieden sie im Viertelfinale gegen den Nürnberger BC aus. In der Saison 2011/2012 gingen die „Löwen“ neben Dorsten und Wulfen als dritter Verein aus dem Kreis Recklinghausen in der 2. Basketball-Bundesliga ProB ins Rennen. Die Saison 2011/2012 konnten die Löwen erneut auf dem zweiten Tabellenplatz beenden und schafften es in den Play-offs bis ins Halbfinale. Dort unterlagen sie den BiG Rockets Gotha. Nach dem letzten Saisonspiel gab Trainer Boris Kaminski seinen Abschied von den Löwen bekannt. Er wechselte als neuer Headcoach und sportlicher Leiter zu den Dragons Rhöndorf, die ebenfalls in der ProB spielten. Als Nachfolger wurde Dirk Altenbeck vorgestellt. Er war zuvor sportlicher Leiter des Vereins der Giants Düsseldorf und betreute dort die 2. Mannschaft in der Regionalliga.
Im Jahre 2003 wurde im Verein mit den Magic Paws eine Cheerleaderabteilung gegründet. Es entstanden mehrere Gruppen besteht, die sich in der Kategorie „Cheerdance“ zu den besten Formationen in Nordrhein-Westfalen entwickelten.
Der Kader in der Saison 2012/13 bestand aus folgenden Spielern: Adrian Bowie, Tim Schönborn, Niklas Leschowski, Max Wittenberg, Johannes Grote, Farid Sadek, Yannick Opitz, Christoph Hackenesch, Julius Dücker, Mark Depta, Brandon Larrieu, William Taylor. Unter der Leitung von Dirk Altenbeck gelang es in der ProB Nord, den dritten Tabellenplatz zu erringen. In der gesamtdeutschen Play-off-Runde gelang gegen die Licher BasketBären der Einzug ins Viertelfinale, wo man dann gegen TV 1862 Langen scheiterte.
In der Saison 2015/16 mussten die Löwen den Abstieg aus der ProB hinnehmen. Die Hauptrunde schloss die Mannschaft unter der Leitung von Cheftrainer Majdi Shaladi nach sieben Siegen und 15 Niederlagen als Vorletzter ab. Kurz vor dem Ende der Hauptrunde wurde Shaladi seines Amtes enthoben, sein bisheriger Assistenztrainer Cedric Hüsken übernahm die Leitung der Mannschaft. In der Abstiegsrunde blieb Herten sieglos und stieg als Tabellenletzter in die 1. Regionalliga West ab. Trotz des ausbleibenden Mannschaftserfolgs absolvierte der US-Amerikaner DeAndre Lansdowne in Hertener Diensten eine starke Saison und wurde vom Internetdienst eurobasket.com zum ProB-Spieler des Jahres gekürt. Lansdowne verließ Herten nach dem Abschluss der Saison 2015/16 und wechselte zum Zweitligisten Hamburg Towers.
In der 1. Regionalliga West gehörten die Löwen unter Trainer Hüsken nach einem Übergangsjahr, welches auf dem neunten Tabellenrang abgeschlossen wurde, in den folgenden Jahren zur Spitzengruppe: Die Saison 2017/18 wurde als Dritter, 2018/19 als Zweiter beendet. Ende November 2022 wurde Hüsken entlassen, vorübergehend betreute Co-Trainer Besart Kelmendi die Mannschaft, im Dezember 2022 kam Robin Singh als neuer Trainer.
In der Saison 2024/25 wurde Herten Meister der 1. Regionalliga West. In den Endspielen besiegte Singhs Mannschaft den TV Salzkotten, in der vorherigen Saisonhauptrunde belegten die Löwen im Endstand den zweiten Rang. Zu den Stützen der Hertener Meistermannschaft zählten der US-Amerikaner Bryant Allen, Faton Jetullahi, Gilbert Gyamfi, David Ewald und Dario Fiorentino.

## Persönlichkeiten
- Tovoris Baker: Spieler in der Saison 2007/08 (Flügelspieler des Jahres in der 2. Bundesliga ProB, benannt von eurobasket.com)
- Maik Berger: Spieler von 2009 bis 2012 (teils Mannschaftskapitän)
- Dirk Ewald: Spieler beim Vorgängerverein TuS Herten, von 2007 bis 2013 Manager und Jugendtrainer bei den Löwen, 2013–2014 Trainer der Herrenmannschaft
- Christoph Hackenesch: Spieler von 2010 bis 2013
- Markus Horn: Spieler des Vorgängervereins TuS Herten, dann bis 2007 Manager und ab 2013 Sportlicher Berater
- Gary Johnson: Spieler in der Saison 2008/09 (Verteidiger des Jahres in der 2. Bundesliga ProB, benannt von eurobasket.com)
- Boris Kaminski: Cheftrainer von 2009 bis 2012
- Igor Krizanovic: Cheftrainer von 2002 bis 2007
- DeAndre Lansdowne: Spieler in der Saison 2015/16 (Spieler des Jahres in der 2. Bundesliga ProB, benannt von eurobasket.com)
- Marcus Monk: Spieler in der Saison 2010/11 (Verteidiger des Jahres in der 2. Bundesliga ProB, benannt von eurobasket.com)
- Zamal Nixon: Spieler in der Saison 2011/12 (Aufbauspieler des Jahres in der 2. Bundesliga ProB, benannt von eurobasket.com)
- Blake Poole: Spieler in der Saison 2013/14 (Center des Jahres in der 2. Bundesliga ProB, benannt von eurobasket.com)
- Ahmad Smith: Spieler in der Saison 2009/10 (Spieler des Jahres in der 2. Bundesliga ProB, benannt von eurobasket.com)
- Jan Szajnowicz: Jugendkoordinator von 2012 bis 2016 (u. a. Deutsche Vizemeisterschaft U14 & Westdeutsche Meisterschaft U14)
- Ben Spöler: bis 2003 in der Löwen-Jugend, später u. a. bei den Bundesligisten Leverkusen, Düsseldorf, Quakenbrück
- Tom Spöler: bis 2005 in der Löwen-Jugend, später u. a. bei den Bundesligisten Leverkusen, Düsseldorf, Bayreuth
- Hermann Zechel: 2013 bis 2023 Vereinspräsident

## Trainer
| Amtszeit        | Name             |
| --------------- | ---------------- |
| bis 2002        | Gerd Kusau       |
| 2002–2007       | Igor Krizanovic  |
| 2007–12/2008    | Anton Mirolybov  |
| 12/2008–01/2009 | Toni Hed         |
| 01/2009–04/2009 | Tomislav Bevanda |
| 2009–2012       | Boris Kaminski   |
| 2012–2013       | Dirk Altenbeck   |
| 2013–2014       | Dirk Ewald       |
| 2014–02/2016    | Majdi Shaladi    |
| 02/2016–11/2022 | Cedric Hüsken    |
| seit 12/2022    | Robin Singh      |